# Пол Анри (белгијски фудбалер)
Пол Анри (Намир, 6. септембар 1912 – 6. октобар 1989) био је белгијски фудбалер који је играо као везни играч за свој родни клуб Намур Спортс, за Даринг из Брисела и за репрезентацију Белгије.

## Спољaшње везе
- Пол Анри на веб-сајту WorldFootball.net (језик: енглески)